# 玉野春南
玉野 春南（たまの はるな）は、日本の生理学者・薬学者（神経科学・生理学）。博士（薬学）（静岡県立大学・論文博士・2001年）。静岡県立大学薬学部特任講師・大学院薬学研究院特任講師。
アマシャム株式会社での勤務を経て、理化学研究所加速器基盤研究部奨励研究員、静岡県立大学薬学部特任助教などを歴任。

## 来歴

### 生い立ち
静岡県立大学に進学、薬学部薬学科にて学んだ。1991年3月、静岡県立大学を卒業。そのまま同大学大学院に進学、薬学研究科にて学んだ。1993年3月、同大学大学院における修士課程を修了。なお、博士論文「担がん動物における亜鉛動態の解析――宿主の亜鉛応答と放射性亜鉛によるがんの画像化」により、2001年1月17日に博士（薬学）の学位を授与された。

### 研究者として
大学院修了後は、1993年4月にアマシャムに入社。その後、理化学研究所に入所、1999年4月より加速器基盤研究部にて奨励研究員を務めた。また、その傍ら他の教育・研究機関の役職も兼任。2001年4月より、母校の静岡県立大学にて薬学部の客員共同研究員を兼任、医薬生命化学分野を受け持った。また、2012年4月より、再び静岡県立大学にて薬学部の客員共同研究員を兼任、主として生物薬品化学分野を受け持った。同年7月、客員ではなく正式に静岡県立大学に転じ、薬学部特任助教に就任。2015年4月、同大学薬学部特任講師に昇任、主として薬科学科の講義を担当、統合生理学分野を受け持った。また、同大学院においては、薬学研究院の特任講師も兼務。大学院には研究院・学府制が導入されており、薬食生命科学総合学府での講義を担当、統合生理学教室を受け持った。

## 研究
専門は生理学・薬学。特にアルツハイマー病やパーキンソン病の病態を解析するとともに、それらを予防するための研究に従事。また、脳におけるメタロチオネインの機能の解析にも取り組んだ。これまでの業績に対して、2007年にはメタルバイオサイエンス研究会研究奨励賞が授与された。2019年には日本微量元素学会より浜理薬品賞が授与された。
日本薬学会、日本神経科学学会、日本毒性学会、日本微量元素学会などに所属。

## 略歴
- 1991年 - 静岡県立大学薬学部卒業[1]。
- 1993年 - 静岡県立大学大学院薬学研究科修士課程修了[1]。
- 1993年 - アマシャム入社[4]。
- 1999年 - 理化学研究所加速器基盤研究部奨励研究員[4]。
- 2001年 - 静岡県立大学薬学部客員共同研究員[4]。
- 2012年 - 静岡県立大学薬学部客員共同研究員[4]。
- 2012年 - 静岡県立大学薬学部特任助教[4]。
- 2015年 - 静岡県立大学薬学部特任講師[4]。

## 賞歴
- 2007年 - メタルバイオサイエンス研究会研究奨励賞[8]。
- 2019年 - 浜理薬品賞[9]。

### 註釈
1. ↑  アマシャム株式会社は、のちにGEヘルスケア・ジャパン株式会社の源流の一つとなった。
2. ↑  理化学研究所は、のちに国立研究開発法人理化学研究所の源流の一つとなった。

## 関連人物
- 武田厚司